# Landkreis Waiblingen

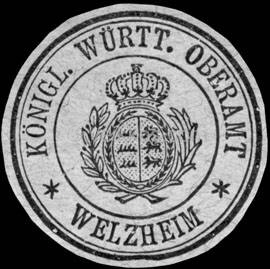
Briefsiegel des 1938 aufgelösten Oberamts Welzheim

Der Landkreis Waiblingen war ein Landkreis in Baden-Württemberg, der im Zuge der Kreisreform am 1. Januar 1973 aufgelöst wurde.

## Geografie

### Lage
Der Landkreis Waiblingen lag in der Mitte Baden-Württembergs.
Geografisch hatte er Anteil am Schwäbisch-Fränkischen Wald. Das westliche Kreisgebiet durchfloss die Rems, ein Nebenfluss des Neckars.

### Nachbarkreise
Seine Nachbarkreise waren 1972 im Uhrzeigersinn beginnend im Norden Backnang, Schwäbisch Gmünd, Göppingen, Esslingen, Stadtkreis Stuttgart und Ludwigsburg.

## Geschichte
Das Gebiet des Landkreises Waiblingen gehörte bereits vor 1800 überwiegend zu Württemberg. Daher gab es auch schon vor 1800 die Oberämter Waiblingen und Schorndorf, die neben dem Oberamt Lorch Anteile am späteren Kreisgebiet hatten. Ab 1810 gehörten die Oberämter zur Landvogtei Rothenberg (Waiblingen) bzw. an der Fils und Rems (Schorndorf und Lorch). Ab 1818 gehörte das Oberamt Waiblingen zum Neckarkreis, die Oberämter Schorndorf und Lorch (ab 1819 Welzheim) zum Jagstkreis, die beide 1924 aufgelöst wurden. 1934 wurden die Oberämter in Kreise umbenannt und 1938 wurden die Kreise Welzheim und Schorndorf aufgelöst. Dabei kamen die meisten Gemeinden des Kreises Schorndorf und einige Gemeinden des Kreises Welzheim zum Landkreis Waiblingen, andere kamen auch zu den Landkreisen Schwäbisch Gmünd und Göppingen. Gleichzeitig gab der Kreis Waiblingen einige Gemeinden an den Landkreis Ludwigsburg ab, so dass er seine zuletzt bekannte Ausdehnung erreichte. 1945 kam der Landkreis Waiblingen zum neugebildeten Land Württemberg-Baden, das 1952 im Bundesland Baden-Württemberg aufging. Von da an gehörte er zum Regierungsbezirk Nordwürttemberg, der den württembergischen Teil Württemberg-Badens umfasste.
Mit Wirkung vom 1. Januar 1973 wurde der Landkreis Waiblingen aufgelöst. Seine Gemeinden gingen ganz im neu gegründeten Rems-Murr-Kreis auf, der damit Rechtsnachfolger des Landkreises Waiblingen wurde.

### Einwohnerentwicklung
Alle Einwohnerzahlen sind Volkszählungsergebnisse.
| Jahr               | Einwohner |
| ------------------ | --------- |
| 17. Mai 1939       | 100.422   |
| 13. September 1950 | 141.480   |

| Jahr         | Einwohner |
| ------------ | --------- |
| 6. Juni 1961 | 193.832   |
| 27. Mai 1970 | 243.725   |

## Politik

### Landrat
Die Landräte des Landkreises Waiblingen 1939–1972:
| Amtszeit  | Name                       |
| --------- | -------------------------- |
| 1939–1945 | Karl Sinn                  |
| 1945–1946 | Anton Schmidt              |
| 1947–1948 | Fritzmartin Ascher         |
| 1948–1950 | Karl Georg Pfleiderer, DVP |
| 1950–1973 | Werner Bertheau            |

Die Oberamtmänner 1804–1938 des ehemaligen Oberamts sind unter Oberamt Waiblingen dargestellt.

### Wappen
Das Wappen des Landkreises Waiblingen zeigte in Gold einen dreiköpfigen, rot bewehrten, schwarzen Adler. Das Wappen wurde dem Landkreis Waiblingen am 8. Juli 1957 vom Innenministerium Baden-Württemberg verliehen.
Der Adler soll auf das Reich hinweisen, nachdem das Kreisgebiet früher den Salier und Staufern gehörte. Der dreiköpfige Adler soll auf die ehemaligen Oberämter Waiblingen, Schorndorf und Welzheim hinweisen.

## Wirtschaft und Infrastruktur

### Verkehr
Durch das Kreisgebiet führte keine Bundesautobahn, er wurde durch die Bundesstraßen 14 und 29 sowie mehrere Landes- und Kreisstraßen erschlossen.

## Gemeinden
Zum Landkreis Waiblingen gehörten ab 1938 zunächst 61 Gemeinden, davon 5 Städte.
Am 7. März 1968 stellte der Landtag von Baden-Württemberg die Weichen für eine Gemeindereform. Mit dem Gesetz zur Stärkung der Verwaltungskraft kleinerer Gemeinden war es möglich, dass sich kleinere Gemeinden freiwillig zu größeren Gemeinden vereinigen konnten. Den Anfang im Landkreis Waiblingen machten am 1. Januar 1970 die Gemeinden Oberurbach und Unterurbach, die sich zur neuen Gemeinde Urbach vereinigten. In der Folgezeit reduzierte sich die Zahl der Gemeinden stetig, bis der Landkreis Waiblingen schließlich am 1. Januar 1973 aufgelöst wurde.
Die größte Gemeinde des Landkreises war die Stadt Fellbach, die seit dem 1. April 1956 eine Große Kreisstadt ist. Die kleinsten Gemeinden waren Ödernhardt (im Jahr 1961) und Bretzenacker (im Jahr 1970).
In der Tabelle stehen die Gemeinden des Landkreises Waiblingen vor der Gemeindereform. Alle Gemeinden gehören heute zum Rems-Murr-Kreis. Die Einwohnerangaben beziehen sich auf die Volkszählungsergebnisse in den Jahren 1961 und 1970.
| frühere Gemeinde                        | heutige Gemeinde  | Einwohner am 6. Juni 1961 | Einwohner am 27. Mai 1970 |
| --------------------------------------- | ----------------- | ------------------------- | ------------------------- |
| Asperglen                               | Rudersberg        | 617                       | 675                       |
| Baach                                   | Winnenden         | 437                       | 615                       |
| Beinstein                               | Waiblingen        | 2.295                     | 2.869                     |
| Beutelsbach                             | Weinstadt         | 3.199                     | 5.111                     |
| Birkmannsweiler                         | Winnenden         | 1.033                     | 1.610                     |
| Bittenfeld                              | Waiblingen        | 2.228                     | 3.360                     |
| Bretzenacker                            | Berglen           | 216                       | 245                       |
| Breuningsweiler                         | Winnenden         | 483                       | 597                       |
| Buhlbronn                               | Schorndorf        | 600                       | 661                       |
| Buoch                                   | Remshalden        | 432                       | 512                       |
| Bürg                                    | Winnenden         | 322                       | 414                       |
| Endersbach                              | Weinstadt         | 3.326                     | 4.512                     |
| Fellbach, Große Kreisstadt              | Fellbach          | 26.040                    | 28.962                    |
| Geradstetten                            | Remshalden        | 3.127                     | 4.461                     |
| Großheppach                             | Weinstadt         | 2.200                     | 2.905                     |
| Grunbach                                | Remshalden        | 3.232                     | 4.715                     |
| Hanweiler                               | Winnenden         | 345                       | 511                       |
| Haubersbronn                            | Schorndorf        | 2.001                     | 2.472                     |
| Hebsack                                 | Remshalden        | 768                       | 1.282                     |
| Hegnach                                 | Waiblingen        | 2.621                     | 3.906                     |
| Hertmannsweiler                         | Winnenden         | 952                       | 1.306                     |
| Höfen                                   | Winnenden         | 685                       | 850                       |
| Hohenacker                              | Waiblingen        | 1.871                     | 3.502                     |
| Hößlinswart                             | Berglen           | 443                       | 468                       |
| Kaisersbach                             | Kaisersbach       | 1.809                     | 1.843                     |
| Kleinheppach                            | Korb              | 693                       | 905                       |
| Korb                                    | Korb              | 4.927                     | 8.159                     |
| Leutenbach                              | Leutenbach        | 2.372                     | 3.323                     |
| Miedelsbach                             | Schorndorf        | 872                       | 1.281                     |
| Nellmersbach                            | Leutenbach        | 1.130                     | 1.722                     |
| Neustadt                                | Waiblingen        | 3.224                     | 4.819                     |
| Oberberken                              | Schorndorf        | 633                       | 1.034                     |
| Oberurbach                              | Urbach            | 3.796                     | –                         |
| Ödernhardt                              | Berglen           | 199                       | 260                       |
| Oeffingen, bis 1957 Öffingen            | Fellbach          | 3.826                     | 5.329                     |
| Oppelsbohm                              | Berglen           | 543                       | 775                       |
| Öschelbronn                             | Berglen           | 283                       | 362                       |
| Plüderhausen                            | Plüderhausen      | 5.545                     | 7.108                     |
| Reichenbach bei Winnenden               | Berglen           | 325                       | 428                       |
| Rettersburg                             | Berglen           | 356                       | 370                       |
| Rohrbronn                               | Remshalden        | 353                       | 503                       |
| Rommelshausen                           | Kernen im Remstal | 5.827                     | 7.938                     |
| Rudersberg                              | Rudersberg        | 3.908                     | 4.585                     |
| Schlichten                              | Schorndorf        | 389                       | 513                       |
| Schmiden                                | Fellbach          | 6.424                     | 8.670                     |
| Schnait                                 | Weinstadt         | 2.245                     | 3.124                     |
| Schornbach                              | Schorndorf        | 1.062                     | 1.415                     |
| Schorndorf, Große Kreisstadt            | Schorndorf        | 18.774                    | 21.136                    |
| Schwaikheim                             | Schwaikheim       | 5.524                     | 7.604                     |
| Steinach                                | Berglen           | 508                       | 826                       |
| Steinenberg                             | Rudersberg        | 1.073                     | 1.226                     |
| Stetten im Remstal                      | Kernen im Remstal | 4.320                     | 5.215                     |
| Strümpfelbach                           | Weinstadt         | 1.795                     | 2.170                     |
| Unterschlechtbach, ab 1967 Schlechtbach | Rudersberg        | 1.694                     | 2.147                     |
| Unterurbach                             | Urbach            | 2.176                     | –                         |
| Urbach                                  | Urbach            | 5.972                     | 6.795                     |
| Vorderweißbuch                          | Berglen           | 484                       | 627                       |
| Waiblingen, Große Kreisstadt            | Waiblingen        | 22.631                    | 24.622                    |
| Weiler, ab 1964 Weiler/Rems             | Schorndorf        | 2.053                     | 2.637                     |
| Welzheim, Stadt                         | Welzheim          | 6.602                     | 8.138                     |
| Winnenden, Stadt                        | Winnenden         | 11.685                    | 14.243                    |
| Winterbach                              | Winterbach        | 4.299                     | 5.352                     |

## Kfz-Kennzeichen
Am 1. Juli 1956 wurde dem Landkreis bei der Einführung der bis heute gültigen Kfz-Kennzeichen das Unterscheidungszeichen WN zugewiesen. Es wird im Rems-Murr-Kreis durchgängig bis heute ausgegeben.